# Apristurus australis
Apristurus australis är en hajart som beskrevs av Sato, Nakaya och Yorozu 2008. Apristurus australis ingår i släktet Apristurus och familjen rödhajar. Inga underarter finns listade i Catalogue of Life.
Arten förekommer i havet vid östra och sydvästra Australien. Den vistas vanligen 450 till 1050 meter under havsytan. Exemplaren blir könsmogna vid en längd av 45 till 55 cm. Den maximala längden är ofta 61 cm och sällan 82 cm.
Flera exemplar hamnar som bifångst i fiskenät. Det sker främst under fiske på atlantisk soldatfisk. Denna fisk är inte längre efterfrågat som tidigare. Situationen kan ändra sig. IUCN kategoriserar Apristurus australis globalt som livskraftig (LC).